# Kaiyuan (socken i Kina, Shandong)
Kaiyuan (kinesiska: 开元街道, 开元) är en socken i Kina. Den ligger i provinsen Shandong, i den östra delen av landet, omkring 190 kilometer öster om provinshuvudstaden Jinan. Antalet invånare är 32 457. Befolkningen består av 15 330 kvinnor och 17 127 män. Barn under 15 år utgör 14,0 %, vuxna 15-64 år 75 %, och äldre över 65 år 10,0 %.
Genomsnittlig årsnederbörd är 689 millimeter. Den regnigaste månaden är juli, med i genomsnitt 232 mm nederbörd, och den torraste är januari, med 10 mm nederbörd.